# Euxestomoea discifera
Euxestomoea discifera är en tvåvingeart som beskrevs av de Meijere 1913. Euxestomoea discifera ingår i släktet Euxestomoea och familjen bredmunsflugor. Inga underarter finns listade i Catalogue of Life.